# Порівняльна статистика
Порівняльна статистика — розділ статистики, який вивчає методом зіставлення різні системи статистичних показників. Порівняльна статистика порівнює статистичні дані в міжнародному плані. У процесі порівняння та аналізу статистичних даних у між країнами виявляються відмінності в рівні та структурі порівнюваних показників, пов'язані з їхнім соціально-економічним змістом, різними методами побудови, джерелами й формами статистичного спостереження. Щоб порівняти вартісні показники, обчислюють індекси купівельної спроможності національних валют. Порівняльна статистика проводить також порівняльний аналіз роботи підприємств і об'єднань у межах країни, в процесі якого зіставляють показники різних підприємств. Методом порівняльної статистики можна дати порівняльну оцінку технічній озброєності праці, ефективності спеціалізації та кооперування тощо. Порівняльна статистика почала розвиватися в XVIII столітті як один з напрямів державознавства, метою якого було описування одного й того самого об'єкта (питання) щодо різних держав.